# Мулік Олексій Тимофійович
Олексій Тимофійович Мулік (березень 1905, село Іванівка, Вовчанський повіт, Харківська губернія. — 17 серпня 1963, Ярославль) — радянський архітектор.

## Біографія
Народився в березні 1905 року в селі Іванівка Білоколодецької волості Харківської губернії. Два роки працював ливарником. Закінчив Ленінградський художньо-промисловий технікум за спеціальністю «різьбяр архітектури» (1925—1929) і Ленінградський інститут інженерів комунального будівництва за спеціальністю «архітектор» (1932—1934).
Був архітектором в проектних організаціях Ленінграда («Газогенераторстрой», ВАМІ). Член Спілки архітекторів СРСР (1937). Перед війною і під час війни був архітектором Всесоюзного алюмінієво-магнієвого інституту Ленінграда. Нагороджений медаллю «За доблесну працю у Великій Вітчизняній війні». Працював архітектором в Омську, старшим архітектором в суднобудівному проектному інституті в Миколаєві. У 1948 році був призначений в Ростов-на-Дону, де спроектував Палац культури заводу «Ростсільмаш» (1948—1960).
У 1954 році за пропозицією Ярославського моторного заводу переробив проект ДК «Ростсільмашу» під ярославські умови. З 1960 року — головний архітектор Ярославського моторного заводу. Будівництво (1956—1965) одного з найбільш значних будівель Ярославля радянської епохи — Палацу культури моторостроителей — йшло важко, зустрічаючи перепони у вигляді нестачі коштів, фактичної заборони неокласицизму, якому відповідав первісний задум, і політики усунення надмірностей в архітектурі — доводилося переробляти проект вже значною мірою побудованого будинку. 17 серпня 1963 року Олексій Тимофійович застрелився, залишивши школярів дочку і сина.
Похований на Леонтіївському кладовищі в Ярославлі.